# گکوی مرمرین اسکندر
گکوی مرمرین اسکندر (نام علمی: Christinus alexanderi) نام یک گونه از سرده گکوهای مرمرین است.